# Biowerkstoff

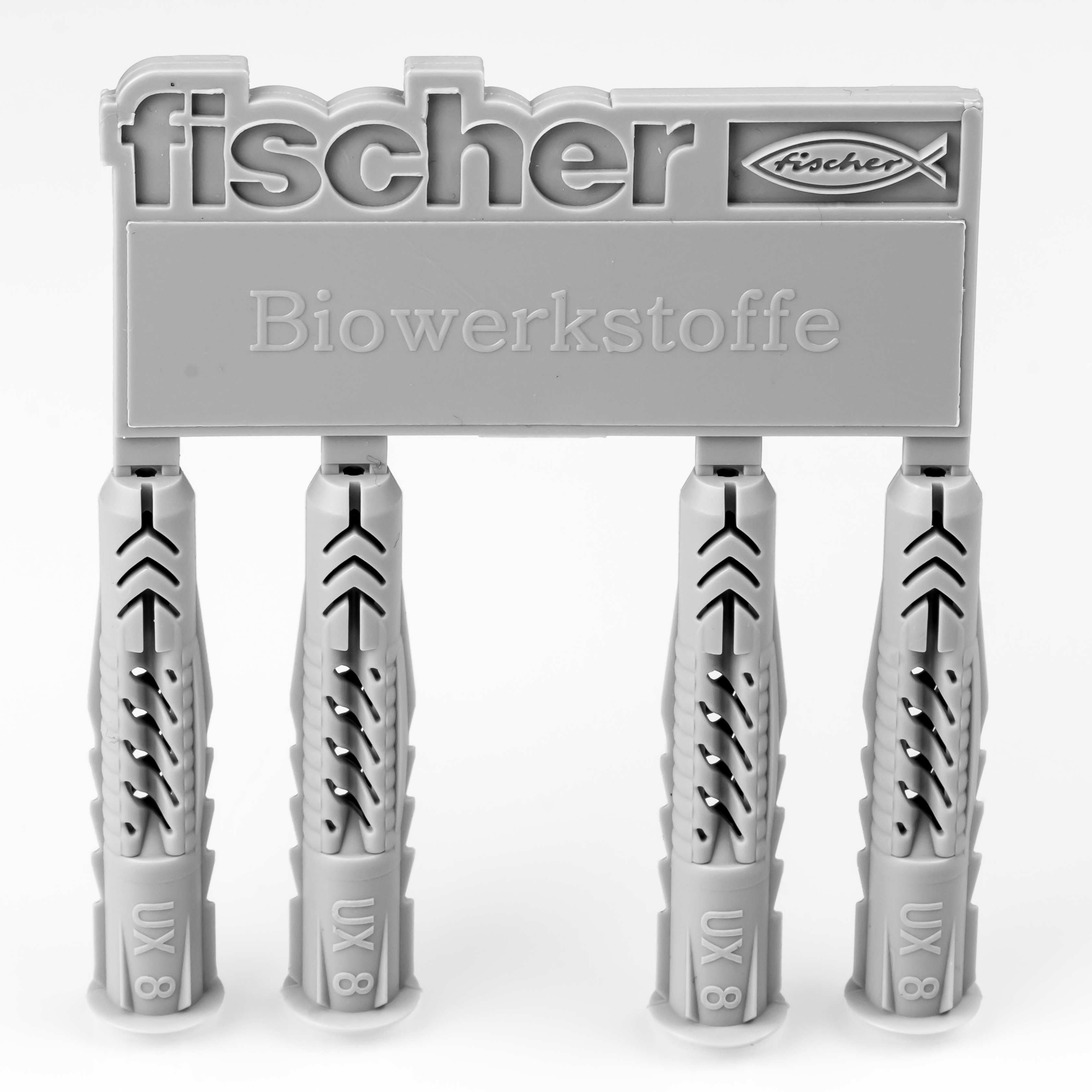
Dübel aus Biokunststoff (Polyamid)

Der Begriff Biowerkstoff wurde als Oberbegriff für Werkstoffe geschaffen, die vollständig oder zu relevanten Anteilen auf nachwachsenden Rohstoffen (Naturprodukte oder Holz) basieren. Die Bezeichnung „Biowerkstoff“ ist gesetzlich nicht geregelt und der Begriff „Biokunststoff“ ist nicht geschützt, beide werden daher häufig nicht einheitlich verwendet.
Zu den Biowerkstoffen zählen die Biokomposite, die sich im Wesentlichen in Naturfaserverstärkte Kunststoffe und Wood-Plastic-Composites (WPC, Holz-Kunststoff-Verbundwerkstoffe) sowie bio-basierten Kunststoffen gliedern. Neben diesen neuartigen Materialien gehören aber auch traditionelle Werkstoffe wie Span- und Tischlerplatten (Holzwerkstoffe) zu den Biowerkstoffen.
Der Anteil an Rohstoffen biologischen Ursprungs im Endprodukt kann je nach Herstellungs- und Verarbeitungsprozess stark schwanken, eine feste Grenze des bio-basierten Anteils von Biowerkstoffen besteht nicht.
Als Rohstoffe für Biokunststoffe kommen zum Beispiel in der Natur vorkommende Polymere wie  Stärke oder Cellulose, Lignin und Kautschuk oder auch Pflanzenöle oder Zucker in Frage, aber auch technische Biopolymere wie Polylactid (PLA) oder Polyhydroxyalkanoate (PHAs), die durch technische Verfahren aus natürlichen Polymeren und Monomeren gewonnen werden.

## Kritische Aspekte
Der Anbau der Pflanzen für Bio-Werkstoffe ist aufgrund des Flächen- und Wasserverbrauchs nicht unproblematisch. Außerdem werden beim Anbau auch Pestizide eingesetzt. Selbst 100 prozentiges Bioplastik verrottet nicht schneller als herkömmliches Plastik. Biomüllbeutel dürfen nur dann in die Biotonne, wenn sie nach EN 13432 oder EN 14995 zertifiziert sind, und wenn der lokale Entsorger sie verarbeiten kann, was selten gegeben ist. Daher  wird Bioplastik oft aus dem Biomüll aussortiert und wie Restmüll verbrannt. Bezeichnungen auf Produkten wie „kompostierbar“, „ökologisch“, „biologisch abbaubar“ werden von Umweltverbänden wie beispielsweise dem WWF als Greenwashing bezeichnet.